# Mut-netjer
Mut-netjer, zu Deutsch „Gottesmutter“, war ein altägyptischer Rangtitel, der Königinnen vorbehalten war und diese in die symbolische Göttlichkeit des Königs (Pharaos) hob. Er stand in direktem Zusammenhang zum Titel Mutter des Königs. Der Titel „Mut-netjer“ ist erstmals unter Pepi I. aus seinem Pyramidentempel bezeugt.